# Marie-France Mignal
Marie-France Mignal est une  actrice française, née le 3 avril 1940 aux Herbiers  (Vendée).
Elle fut codirectrice du théâtre Saint-Georges avec France Delahalle, morte en 2004, et reste aujourd'hui la directrice de ce théâtre.
On a pu la voir sur les planches, à la télévision, au cinéma (Week-end à Zuydcoote, Les Deux Orphelines), et dans des spots publicitaires.

## Filmographie

### Cinéma
- 1963 : La Porteuse de pain de Maurice Cloche
- 1963 : Cinq filles en furie de Max Pécas
- 1964 : Week-end à Zuydcoote d'Henri Verneuil
- 1964 : Les Deux Orphelines (Le due orfanelle) de Riccardo Freda
- 1965 : Les Créatures d'Agnès Varda
- 1967 : Loin du Vietnam de Jean-Luc Godard, Joris Ivens, William Klein, Claude Lelouch, Alain Resnais, Agnès Varda, Roger Pic et Chris Marker
- 1970 : L'Ardoise de Claude Bernard-Aubert
- 1972 : Les Volets clos de Jean-Claude Brialy
- 1973 : L'Événement le plus important depuis que l'homme a marché sur la Lune de Jacques Demy
- 1973 : Grandeur nature de Luis Garcia Berlanga
- 1975 : Le Vieux Fusil de Robert Enrico
- 1977 : Le Dernier Baiser de Dolorès Grassian
- 1982 : Un jeu brutal de Jean-Claude Brisseau
- 1984 : Le Vol du sphinx de Laurent Ferrier
- 1993 : Tout le monde n'a pas eu la chance d'avoir des parents communistes de Jean-Jacques Zilbermann
- 1995 : Golden boy de Jean-Pierre Vergne
- 1998 : Bille en tête de Carlo Cotti
- 1998 : Les Enfants du siècle de Diane Kurys
- 1999 : Chili con carne de Thomas Gilou
- 2003 : Je reste ! de Diane Kurys
- 2006 : Ensemble, c'est tout de Claude Berri
- 2009 : Victor de Thomas Gilou

### Télévision
- 1962 : Les Cinq Dernières Minutes épisode 26 : La Mort d'un casseur de Guy Lessertisseur : Patricia Keller
- 1965 : Le Bonheur conjugal de Jacqueline Audry
- 1967 : Au théâtre ce soir : Docteur Glass ou le médecin imaginaire de Hans Weigel, mise en scène Christian Alers, réalisation Pierre Sabbagh, Théâtre Marigny
- 1968 : Provinces (émission "Trois jours à terre" d'Henri Queffelec), réalisation de Robert Mazoyer
- 1980 : Au théâtre ce soir : Tchao de Marc-Gilbert Sauvajon, mise en scène Raymond Gérôme, réalisation Pierre Sabbagh, Théâtre Marigny
- 1986 : A nous les beaux dimanches de Robert Mazoyer
- 2001 : L'Oiseau rare de Didier Albert
- 2009 : Mes amis, mes amours, mes emmerdes de Sylvie Ayme
- 2015 : Mes amis, mes amours, mes emmerdes de Christophe Douchand
- 2021 : HPI (saison 2, épisode 7 « 55 kilos »), réalisé par Djibril Glissant : Maddy

## Théâtre
- 1960 : Le Signe de kikota de Roger Ferdinand, mise en scène Fernand Gravey, Théâtre des Nouveautés
- 1961 : La Saint-Honoré de Robert Nahmias, mise en scène Guy Lauzin, Théâtre des Nouveautés
- 1965 : Docteur Glass ou le médecin imaginaire de Hans Weigel, mise en scène Christian Alers, Théâtre de la Porte-Saint-Martin
- 1967 : Docteur Glass ou le médecin imaginaire de Hans Weigel, mise en scène Christian Alers, Théâtre des Célestins
- 1970 : La Puce à l'oreille de Georges Feydeau, mise en scène Jacques Charon, Théâtre des Célestins
- 1971 : L'Idiote de Marcel Achard, mise en scène Jacques-Henri Duval, tournée Herbert-Karsenty
- 1973 : La Débauche de Marcel Achard, mise scène Jean Le Poulain, Théâtre de l'Œuvre
- 1980 : Potiche de Pierre Barillet et Jean-Pierre Grédy, mise en scène Pierre Mondy, Théâtre Antoine
- 1990 : Et moi et moi ! de Maria Pacôme, mise scène Jean-Luc Moreau, Théâtre Saint-Georges
- 1993 : Les Désarrois de Gilda Rumeur de Maria Pacôme, mise en scène Jean-Luc Moreau, Théâtre Saint-Georges
- 1995 : Un inspecteur vous demande de John Boynton Priestley, mise en scène Annick Blancheteau, Théâtre Daunou
- 1998 : Château en Suède de Françoise Sagan, mise en scène Annick Blancheteau, Théâtre Saint-Georges
- 2000 : Si je peux me permettre de Robert Lamoureux, mise en scène Francis Joffo, Théâtre Saint-Georges
- 2002 : Le Charlatan de Robert Lamoureux, mise en scène Francis Joffo, Théâtre Saint-Georges